# Michel Temer
Michel Temer właśc. Michel Miguel Elias Temer Lulia (IPA [miˈʃɛw miˈɡɛw eˈliɐs ˈtemeɾ luˈliɐ], ur. 23 września 1940 w Tietê w São Paulo) – brazylijski polityk i prawnik, od 1 stycznia 2011 do 31 sierpnia 2016 wiceprezydent Brazylii, od 12 maja do 31 sierpnia 2016 pełniący obowiązki prezydenta, od 31 sierpnia 2016 do 31 grudnia 2018 prezydent Brazylii.

## Życiorys
Pochodzi z rodziny imigrantów z Libanu, którzy przybyli do Brazylii w 1925. 
Pracował jako prokurator i dwukrotnie sekretarz stanu ds. bezpieczeństwa publicznego w São Paulo. Jest licencjonowanym profesorem prawa konstytucyjnego na Pontifícia Universidade Católica de São Paulo.
Wcześniej przez sześć kadencji był federalnym deputowanym do stanu São Paulo w Izbie Deputowanych. W latach 1997–1998, 1999–2000 i 2009–2010 był przewodniczącym Izby. Temer był również członkiem Zgromadzenia Narodowego z 1988 roku, w której przyjęto obecną Konstytucję Brazylii.
W latach 2001–2016 sprawował funkcję przewodniczącego Brazylijskiego Ruchu Demokratycznego.
Urząd wiceprezydenta objął po zwycięstwie Dilmy Rousseff w wyborach w 2010. 28 lipca 2013 w imieniu prezydent Rousseff żegnał na lotnisku papieża Franciszka, kończącego wizytę z okazji Światowych  Dni Młodzieży w Rio de Janeiro.
W 2016 roku wszczęto przeciw niemu procedurę impeachmentu, podobnie jak wobec prezydent Rousseff. W związku z zawieszeniem Rousseff, 12 maja tego samego roku przejął tymczasowo obowiązki prezydenta Brazylii. 31 sierpnia 2016 w wyniku impeachmentu wobec prezydent Dilmy Rousseff, objął urząd prezydenta Brazylii. 
Jeszcze w tym samym roku został oskarżony o korupcję, jednak na impeachment oraz postawienie przed sądem dwukrotnie nie zgodził się parlament, którego 1/3 składu objęta jest również śledztwami prokuratorskimi. Pod koniec 2017 roku jego notowania kształtowały się na poziomie od 3 do 6%, co czyniło go najmniej popularnym prezydentem w historii kraju.

### Życie prywatne
Dwukrotnie żonaty. Z pierwszą żoną, Marią ma troje dzieci, a z drugą, Marcelą, ma jedno dziecko.

## Odznaczenia
Brazylijskie
- Wielki Mistrz i Krzyż Wielki Orderu Narodowego Zasługi (2016) – ex officio
- Wielki Mistrz i Krzyż Wielki Orderu Zasługi Sił Zbrojnych (2016) – ex officio
- Wielki Mistrz i Krzyż Wielki Orderu Zasługi Marynarskiej (2016) – ex officio
- Wielki Mistrz i Krzyż Wielki Orderu Zasługi Wojskowej (2016) – ex officio
- Wielki Mistrz i Krzyż Wielki Orderu Zasługi Lotniczej (2016) – ex officio
- Wielki Mistrz i Krzyż Wielki Orderu Rio Branco (2016) – ex officio
- Wielki Mistrz Orderu Zasługi Sądownictwa Wojskowego (2016) – ex officio
- Krzyż Wielki Orderu Zasługi Sądownictwa Wojskowego (1998)[9]
- Krzyż Złoty Medalu Zasługi Mauá (2016) – ex officio
- Wielki Mistrz i Krzyż Wielki Orderu Zasługi Pracy (2016) – ex officio
- Wielki Mistrz i Wielki Łańcuch Orderu Zasługi Sądownictwa Pracy (2016)[10] – ex officio
- Wielki Mistrz i Krzyż Wielki Orderu Zasługi Komunikacyjnej (2016) – ex officio
- Wielki Mistrz i Krzyż Wielki Orderu Zasługi Kulturalnej (2016) – ex officio
- Wielki Mistrz i Krzyż Wielki Orderu Zasługi Naukowej (2016) – ex officio

Zagraniczne
- Krzyż Wielki Orderu Danebroga (1999, Dania)[11]
- Krzyż Wielki Orderu Chrystusa (1997, Portugalia)[12]
- Wielki Oficer Orderu Infanta Henryka (1987, Portugalia)[12][11]
- Kawaler Orderu Legii Honorowej (Francja)[11]